# Osijeks järnvägsstation
Osijeks järnvägsstation (kroatiska: Željeznički kolodvor Osijek) är en järnvägsstation i Osijek i Kroatien. Den är belägen vid Lavoslava Ružičkas torg i Osijeks centrala delar.